# Alberto Cortina
Alberto Cortina Alcocer (Madrid, 20 de enero de 1947) es un empresario español. Propietario, junto con su primo Alberto Alcocer (de ahí el apelativo conjunto de "Los Albertos"), de varias sociedades patrimoniales, dueñas entre otras del 4,95% de ACS, la mayor constructora española, y del 21% de la papelera Ence.

## Biografía
Nieto del que fuera alcalde de Madrid Alberto Alcocer y Ribacoba e hijo del político y ministro franquista Pedro Cortina Mauri. Estudió en el Colegio del Pilar de Madrid. Es licenciado en Derecho por la Universidad Complutense de Madrid. Su vida ha corrido paralela a la de su primo Alberto Alcocer Torra, por lo que son conocidos popularmente como Los Albertos. Ambos contrajeron matrimonio en 1969, en régimen de separación de bienes. Cortina lo hizo con Alicia Koplowitz, mientras que Alcocer lo hacía con la hermana de ésta Esther. Tras ello, los primos empezaron a trabajar en la empresa Construcciones y Contratas, que había fundado el padre de ambas, muerto en accidente en 1962, llegando al cargo de consejero delegado en 1976.
El negocio impulsado en esta empresa por Cortina junto con Alcocer, quienes fueron pioneros de la diversificación de la construcción hacia otros sectores, se multiplicó en 18 años por más de 660 veces, a pesar de la gran crisis vivida por la economía española entre 1973 y 1985, elevando el valor de Coycon desde los 450 millones de 1972 a más de 300.000 millones de pesetas. Una empresa que facturaba cuando llegaron en torno a los 1000 millones de pesetas al año se convirtió en un grupo diversificado de más de 30 sociedades, con una facturación próxima a los 300.000 millones de pesetas.
En 1978, ambos adquirían el 5% del Banco de Fomento, perteneciente al Banco Central. Tres años después, se hacen con importantes participaciones en la cementera Portland Valderrivas, de Banesto y se sitúa al hermano de Alberto Cortina, Alfonso, al frente de la compañía.
En 1982 adquieren el Banco Zaragozano. Más adelante, en 1988, junto al Grupo KIO, al que vendieron la mayoría de control de la sociedad Urbanor a cambio del 12% que el grupo kuwaití tenía en el Banco Central (operación causante de la espectacular revalorización de las acciones de Urbanor), instituyen la sociedad Cartera Central, con participaciones en el Banco Central y presencia en su Consejo de Administración.
Mientras se proyectaba la fusión del Central con Banesto, saltó a las portadas de la prensa del corazón, al desvelarse que mantenía una relación sentimental con Marta Chávarri, bisnieta del conde de Romanones, nieta del marqués de Santo Floro y sobrina de la periodista Natalia Figueroa. Chávarri, por su parte estaba casada con Fernando Falcó, III marqués de Cubas, y que, con posterioridad, curiosamente, contraería matrimonio con la cuñada de Cortina, Esther Koplowitz.
Esa historia periodística provocó una crisis matrimonial que se saldó en divorcio y que tuvo también consecuencias empresariales. Cortina dimitió de todos sus cargos en Construcciones y Contratas En el acuerdo de separación, firmado el 15 de junio de 1990 permitió que Los Albertos (Alcocer se separaba simultáneamente de Esther Koplowitz), conservaran el 30% de las acciones del Banco Zaragozano, el 10% de Cofir, el 5% de Canal Plus y el 100% de la compañía Uniseguros.

## Los 90 y presente
En 1991 se casa con Marta Chávarri, de la que se separa en 1995, y en junio del año 2000 contrae matrimonio con Elena Cué en su finca de 1600 hectáreas "Las Cuevas". El 1 de marzo de 2006, ambos tuvieron su primera hija de nombre Alejandray siguen felizmente casados.
Su participación en el Banco Zaragozano se fue incrementando hasta alcanzar el 40%. En 1997 asumía la copresidencia de la entidad financiera, junto a su primo. Pero en 2003 ambos tuvieron que vender su participación del control en el Banco Zaragozano a Barclays porque uno de sus socios en Urbanor, el arquitecto Pedro Sentieri, a quien habían hecho multimillonario, les denunció por estafa, dando lugar al caso Urbanor. En el año 2000 fueron absueltos por la Audiencia Provincial de Madrid y en 2003, al revisar la sentencia y cambiar su jurisprudencia, el Tribunal Supremo les condenó a tres años y cuatro meses de prisión, aunque la sentencia fue recurrida en amparo ante el Tribunal Constitucional, que se pronunció en febrero de 2008 anulando el fallo del Supremo por haber violado la tutela judicial efectiva de Cortina y Alcocer, y en junio hizo lo mismo el Tribunal Supremo, otorgándoles el derecho a recuperar los 50 millones de euros pagados a sus exsocios como indemnización, así como los intereses devengados en diez años.
Alberto Cortina ostenta, junto a su primo Alcocer, el 14% del grupo Actividades de Construcción y Servicios (ACS), así como el 21% de la sociedad industrial ENCE. 
Semanas después de la absolución del caso Urbanor , la revista Forbes incluyó a Alberto Cortina entre las 1000 mayores fortunas del mundo, donde desde entonces aparece todos los años junto a su exmujer Alicia Koplowitz, de la que tiene tres hijos; su excuñada Esther, y el exmarido de esta, Alberto de Alcocer. El año 2010 fue clasificado como el número 828 entre los mayores billonarios de todo el mundo.
Del caso Urbanor Cortina y su primo Alcocer fueron finalmente absueltos -primero por el Tribunal Constitucional en febrero del 2008 y luego por el Tribunal Supremo en junio de este mismo año-, como antes había hecho inicialmente la Audiencia Provincial de Madrid.
En el año 2012 Alberto y su esposa Elena Cue disuelven la fundación de ayuda a África Ol Jogi y crean la Fundación benéfica Alberto y Elena Cortina, cuyo objetivo principal es ayudar mediante diversos proyectos a personas en riesgo de exclusión social y especialmente a la infancia. La fundación comenzó con varios proyectos en paralelo. En 2011 ayudó a las víctimas del terremoto de Haití de 2010 mediante el reparto de alimentos durante ese año y la reconstrucción de viviendas y otras infraestructuras. La fundación realizó también labores de atención a mujeres en riesgo de exclusión social, hogar de acogida y comedor social. En 2012 la Fundación inició un servicio denominado el comedor invisible que consiste en distribuir alimentos y bienes de primera necesidad a familias necesitadas en sus propias casas. Otro proyecto llamado "Econosolidario" es el único economato de España en el que las familias designadas por los servicios sociales pueden usar una tarjeta con puntos para "comprar" con ellos los productos básicos que necesiten. En diciembre de 2022, el Econosolidario atiende a 6.511 personas integrantes de 2.165 familias.
En junio de 2015 comienza a operar el Banque de Dakar con sede de operaciones en la capital de Senegal. El banco está controlado por el Grupo Financiero BDK liderado por Cortina y con la participación de varios accionistas relevantes. En febrero de 2016 Alfredo Sáenz Abad es nombrado presidente del banco y en marzo adquiere el 5% de las acciones del grupo BDK.

## Cargos
Ha sido miembro de los siguientes Consejos de Administración, entre otros:
- Presidente Ejecutivo de Banco Zaragozano, S.A.
- Consejero de A.C. Hoteles
- Presidente de Electronic Trading System, S.A.
- Consejero de Dragados

Con anterioridad, fue miembro de los siguientes Consejos de Administración:
- Consejero de Telefónica y miembro de la Comisión Delegada
- Consejero de Telefónica Internacional (TISA)
- Consejero de TPI, S.A. y miembro de la Comisión Delegada
- Consejero de Terra Networks y miembro de la Comisión Delegada
- Consejero de Telefónica Argentina y Cointel, S.A.
- Consejero de Autopista Vasco-Aragonesa, C.E.S.A.
- Consejero Delegado de Construcciones y Contratas, S.A. desde 1971 a 1989
- Consejero de Banco Central y miembro de su Comisión Ejecutiva
- Vicepresidente de Banco Español de Crédito y miembro de su Comisión Ejecutiva
- Consejero de Portland Valderrivas, S.A. desde 1986 a 1992
- Consejero de NH Hoteles, S.A. desde 1989 a 1993
- Consejero de Corporación Financiera Reunida, S.A. (COFIR) desde 1987 a 1992

En enero de 2007 presentó su dimisión al consejo de Administración de Terra.com.